# Warburton Ledge
Warburton Ledge ist ein 3200 m hoher, abgeflachter, vereister und steilwandiger Gebirgskamm im Australischen Antarktis-Territorium. In der Britannia Range des Transantarktischen Gebirges ragt er 6 km östlich des Mount McClintock auf.
Das Advisory Committee on Antarctic Names benannte ihn im Jahr 2000 nach Joseph Aubrey Warburton (1923–2005) von der University of Nevada, Reno, Leiter des meteorologischen Programms des Ross-Schelfeis-Projekts im United States Antarctic Research Program von 1974 bis 1975.